# Делістинг
Делістинг (англ. Delisting) — виключення цінних паперів певного емітента з котирувального списку фондової біржі. Після делістингу цінні папери компанії-емітента не можуть торгуватися на біржі, де компанія виключена з котирувального списку. Цінні папери, які виключені з котирувального списку, можуть торгуватися на позабіржовому ринку цінних паперів. Протилежним делістингу є IPO (англ. Initial Public Offering).